# K League 1993
La Liga de Fútbol Profesional de Corea 1993 fue la 11.ª temporada de la K League. Contó con la participación de seis equipos. El torneo comenzó el 27 de marzo y terminó el 16 de octubre de 1993.
El campeón fue Ilhwa Chunma, por lo que clasificó a la Copa de Clubes de Asia 1994-95. Por otra parte, salió subcampeón LG Cheetahs.

## Reglamento de juego
El torneo se disputó en un formato de todos contra todos a triple ida y vuelta, de manera tal que cada equipo debió jugar tres partidos de local y tres de visitante contra sus otros cinco contrincantes. Si el encuentro continuaba en empate, se disputaba una tanda de penales.
Una victoria se puntuaba con cuatro unidades, mientras que por un partido ganado por penales se otorgaban dos puntos. Por otro lado, la derrota por penales valía un punto y la derrota, ninguno. Para desempatar se utilizaron los siguientes criterios:
1. Puntos
2. Diferencia de goles
3. Goles anotados
4. Resultados entre los equipos en cuestión

## Tabla de posiciones
| Pos. | Equipo              | Pts. | PJ | G  | GDP | PDP | P  | GF | GC | Dif. | Clasificación                                   |
| ---- | ------------------- | ---- | -- | -- | --- | --- | -- | -- | -- | ---- | ----------------------------------------------- |
| 1    | Ilhwa Chunma (C, Q) | 68   | 30 | 13 | 5   | 6   | 6  | 35 | 23 | +12  | Clasificado a la Copa de Clubes de Asia 1994-95 |
| 2    | LG Cheetahs         | 59   | 30 | 10 | 8   | 3   | 9  | 28 | 29 | −1   |                                                 |
| 3    | Hyundai Horang-i    | 56   | 30 | 10 | 6   | 4   | 10 | 22 | 22 | 0    |                                                 |
| 4    | POSCO Atoms         | 52   | 30 | 8  | 6   | 8   | 8  | 34 | 29 | +5   |                                                 |
| 5    | Yukong Elephants    | 48   | 30 | 7  | 7   | 6   | 10 | 25 | 31 | −6   |                                                 |
| 6    | Daewoo Royals       | 40   | 30 | 5  | 5   | 10  | 10 | 22 | 32 | −10  |                                                 |

 Fuente: South Korea 1993

## Campeón
|                                  |
|                                  |
| Campeón Ilhwa Chunma 1.er título |